# Janet Moreau
Janet Theresa Moreau, verheiratete Janet Stone (* 26. Oktober 1927 in Pawtucket, Rhode Island; † 30. Juni 2021 in Barrington, Rhode Island) war eine US-amerikanische Leichtathletin und Olympiasiegerin.
Sie war von 1949 bis 1952 Mitglied des All America Team und 1951 das erste Mal Mitglied der US-amerikanischen Nationalmannschaft, mit der sie auf Anhieb die Goldmedaille im 4-mal-100-Meter-Staffellauf bei den Panamerikanischen Spielen gewann. 1953 wurde sie über 200 Meter US-Hallenmeisterin bei den US-Hallenmeisterschaften in Buffalo.
Ein Jahr später wurde sie Mitglied der amerikanischen Olympiamannschaft und gewann bei den XV. Olympischen Spielen 1952 in Helsinki, zusammen mit ihren Teamkolleginnen Mae Faggs, Barbara Jones und Catherine Hardy, den 4-mal-100-Meter-Staffel-Wettkampf in neuer Weltrekordzeit von 45,9 s vor dem Team aus Deutschland (Silber) und dem Team aus Großbritannien (Bronze).